# 大雄的西遊記
《多啦A夢：大雄的平行西遊記》是1988年3月12日公映的多啦A夢電影作品，故事改编自中国小說《西游记》，原作者为藤子·F·不二雄(即藤本弘，當時筆名為：藤子不二雄Ⓕ）。当时由于藤子身体不好，该作品是所有哆啦A梦大长篇中唯一没有出版漫画。导演为芝山努，剧本编写者为原平隨了（もとひら了）。票房收入为13億6000万日元、观赏人数280万人。同时上映的电影附篇为《超能力魔美》（作者：藤子·F·不二雄）和《Ultra B》（作者：藤子不二雄A）。

## 片名與海外發行情況

#### 片名
《大雄的平行西遊記》一詞是由日語原題「のび太のパラレル西遊記」直譯而成，其中「パラレル」（來自英文：Parallel）是指「平行世界」。但「平行西遊記」一詞，實際上從未在任何中文版漫畫和動畫使用。然而，在日本於1987／1988年間使用的一款宣傳片，因為故事舞台在唐代中國，在介紹片名時瞬間出現了「機械貓·乃比太的同次元西遊記」的漢字標記，正片並無使用。

#### 動畫版與彩色漫畫版
1992年香港星光娛樂／安樂影視曾以片名《叮噹：西遊記》推出錄影帶和鐳射影碟，是正式授權的版本；台灣方面亦在90年代推出國語配音錄影帶。配音員名單詳見角色列表。
由於此作並無漫畫原著，日本亦因此推出了首本「Film Comic」（電影漫畫或菲林漫畫），將電影內容的截圖以漫畫形式全彩出版，當時以上、下集形式推出，然而封面插圖則由原作者藤本弘所畫。而當時海外各地所謂的漫畫版，無論是黑白重溫抑或是全彩翻印，都是源於此書。例如，台灣青文出版社曾在1992年9月5日出版過名為《大雄西遊記》的漫畫版，譯者為朱瑞龍，目前已經絕版；香港「海豹叢書」亦曾推出漫畫版，書名為《叮噹之大雄的新西遊記》。
現時兩地亦有推出作品易名後的版本，台灣書名為「哆啦A夢彩色映畫版19：大雄西遊記」；而香港書名為「多啦A夢彩色電影版：大雄的西遊記」。日本方面於2004年將上、下集合拼，以合訂本形式重新推出，台灣青文出版社亦有推出。
動畫版則無再推出過哆啦A夢／多啦A夢的版本。

## 故事大綱
大雄等人的班級預計要在新生欢迎会上表演话剧「西遊記」，為此大雄班级每天放學後都在举行话剧排练。雖然大雄想当孙悟空，可獲得的角色却只是村人甲，悟空一角則由出木杉出演。以此不滿的大雄因受不了胖虎、小夫等人的嘲諷，雙方發生爭執；为了证明自己本人的樣貌最像孙悟空，某天大雄用时光机偷偷来到中国的唐朝，而且真的见到了孫悟空坐著觔斗雲從上空飛過（实际为大雄自己利用道具假扮）。后来大雄以哆啦A梦的道具为赌注，邀約靜香一行人来到唐朝，並藉口支開眾人后，利用哆啦A梦的模拟游戏机假扮成孙悟空登場，一度騙過眾人，但最終因其身手表現太差，被胖虎识破。由于在喧鬧過程中，哆啦A夢没有关好机器，導致游戏里的妖怪趁空紛紛从游戏机里跑了出来。毫不知情的哆啦A夢一行人也未察覺異狀，收起道具便回到未來，卻發覺當初那些妖怪，在自己一行人回到未來后，竟然真的將歷史上取經的玄奘法师給吃掉，並進一步攻滅人類，導致歷史出現前所未有的大亂。據因為歷史被改寫、真身也跟著變成妖怪的學校師生反映可以得知，妖怪將反抗的人類吃光、降伏剩餘的人類並统治了世界，大雄他们至此方才醒悟過來，知道自己面临莫大的危险。
为了恢复正常時空的历史，拯救玄奘法师，大雄一行人假扮孙悟空等角色，再度回到唐朝来保护玄奘法师。在穿越新疆吐鲁番火焰山时，被玄奘法师的随从麟雷（其实是红孩儿）带入牛魔王和铁扇公主的老巢，面临被煮的命运。这时哆啦美来到的火焰山，加上麟雷的协助，最后大雄击败了妖怪。历史得到了恢复，玄奘法师与麟雷继续到天竺取经，而大雄也回到了20世纪的日本。

## 舞台
- 630年的唐朝（中国）

故事发生在玄奘前往天竺取经的时代。由于哆啦A梦的模拟游戏裏的妖怪从游戏盒里跑了出来，导致世界陷入大混乱，历史被改变，妖怪战胜並攻滅了人类文明。

## 主要角色
下表台灣版的配音員，為新潮社有限公司於1990年代初期所發行之錄影帶版本（已絕版）。香港粵語版本《叮噹：西遊記》則由星光娛樂／安樂影視於1992年製作及發行，包括錄影帶及LD鐳射影碟。1991年至1992年香港電視動畫版「叮噹」一角由郭立文擔演，此片亦由郭立文擔任，惟其他主角之配音員並不依當時電視版的安排，亦有一人分飾數角的情況。此作並沒有在電視上放映。兩者當時角色譯名亦列於下表。
| 角色                              | 配音員     | 配音員   | 配音員   | 配音員   |
| 角色                              | 日本       | 英屬香港 | 英屬香港 | 臺灣     |
| 角色                              | 日本       | 粵語     | 國語     | 臺灣     |
| --------------------------------- | ---------- | -------- | -------- | -------- |
| 叮噹／小叮噹 （多啦A夢／哆啦A夢） | 大山羨代   | 郭立文   | （待考） | 于正昇   |
| 大雄 （野比大雄）                 | 小原乃梨子 | 袁淑珍   | （待考） | 李映淑   |
| 靜宜／宜靜 （源靜香）             | 野村道子   | 盧素娟*  | （待考） | 呂佩玉   |
| 亞福 （骨川小夫 ）                | 肝付兼太   | 林丹鳳   | （待考） | 官志宏   |
| 技安 （剛田武）                   | 立壁和也   | 馮錦堂   | （待考） | 徐健春   |
| 多美／小叮鈴 （啦美／啦美）       | 橫澤啟子   | 盧素娟*  | （待考） | （待考） |

- 註：盧素娟於當時電視版聲演大雄。

## 其他角色
| 角色       | 配音員   | 配音員   | 配音員   | 配音員 | 介紹 |
| 角色       | 日本     | 英屬香港 | 英屬香港 | 臺灣   | 介紹 |
| 角色       | 日本     | 粵語     | 國語     | 臺灣   | 介紹 |
| ---------- | -------- | -------- | -------- | ------ | --- |
| 時光機     | 三矢雄二 | 周永光   | （待考） | 徐健春 | 与之前的时光机不同，这次的时光机安装了发声装置，并有导航作用，可检索特定人物地点，还有记忆功能。但因此有些不听哆啦A梦的话。                        |
| 三藏法师   | 池田勝   | 源家祥   | （待考） | 官志宏 | 是唐朝的和尚，去天竺取经。 |
| 麟雷／林林 | 水谷優子 | 雷碧娜   | （待考） | 呂佩玉 | 三藏法师的随从。实际上是牛魔王和铁扇公主的儿子－－紅孩兒，聽從父母計畫欺騙並吃掉三藏，但不知不覺間對三藏產生了師徒之情。香港版角色譯名為「林林」。 |
| 牛魔王     | 柴田秀勝 | （待考） | （待考） | 徐健春 | 本部電影大反派。虛擬實境「西遊記」遊戲中火焰山的妖怪，是所有妖怪中法力最强的，最後大雄用如意金箍棒變大將其打敗。                                   |
| 铁扇公主   | 栗葉子   | （待考） | （待考） | 呂佩玉 | 本部電影反派之一，牛魔王的妻子。 |
| 金角       | 石森達幸 | 周永光   | （待考） | 徐健春 | 本部電影反派之一，牛魔王的手下。銀角的哥哥。 |
| 銀角       | 加藤精三 | （待考） | （待考） | 于正昇 | 本部電影反派之一，牛魔王的手下。金角的弟弟。 |
| 元平       | 難波圭一 | （待考） | （待考） | 官志宏 | 大雄的同学，出任班级话剧《西游记》的编剧和导演工作。                                                                                               |
| 出木杉     | 白川澄子 | 雷碧娜   | （待考） | 呂佩玉 | 大雄的同學，在班級話劇《西遊記》中擔演孫悟空一角。香港版中角色譯名為「彬仔」，與當時電視版相同。                                                   |
| 老師       | 田中亮一 | 周永光   | （待考） | 官志宏 | 大雄的班主任。在改變了的現代時空變成了妖怪。 |

## 小知識
- 该作品中三藏法師的造型是参照自藤子·F·不二雄的另外一部漫画作品《時光巡邏隊》中的所出现的三藏法师。
- 這個作品並沒有出版原作漫畫版，不過取代原本漫畫的是由藤子自己畫上封面的動畫版彩色漫畫，也是第一次以彩色動畫版漫畫的方式出版，由於受到歡迎，所以在這之後的作品也都會出這種動畫版本的漫畫，同時以往舊的作品也會補足後出版。
- 这是在所有哆啦A梦电影作品中，唯一一部大雄所生活的城市被恶魔所统治的长篇电影。（在《大雄與鐵人兵團》中，只有镜子里的城市被破坏，现实世界未有影响。）
- 原因並不明確，大山版的哆啦A夢電影裡，在這個作品中大雄、小夫與胖虎的黑眼珠並不是「●」的樣式，而是「○」的狀況比較多。
- 在所有的東宝邦画系春季哆啦A梦电影系列中、这是最后一部與藤子不二雄A的作品一起放映的电影。
- 最後一部主題曲《哆啦A梦之歌》的主唱是大杉久美子的電影。
- 此片為哆啦A夢在昭和時代的最後一部电影版。次年（1989年）3月11日大雄的日本誕生上映時，日本已改元為平成（於1989年1月8日起）。

## 评价
- 電影中的一幕，多啦A夢在發現現實已被妖怪統治之時，說出了的台詞，這類重複用語的台詞是一種鮮有使用的手法，在日本許多多啦A夢迷之間是相當有名的話題（該句句子用了和語去解釋一個漢語詞彙，其他語言的譯本可能有不同的處理手法）。不過若單純以冒險故事的角度來看，這作品表現的相當充裕。包括了与以往不同的时光机配备、三藏法师的深思远虑、静香与大雄的深夜谈话等情節都被认为是该电影的出彩之处。此電影的劇本並非由藤子·F·不二雄本人完成，但是仍能有如此水準，因此被认为也算是一部成熟度相當完整之作。而片尾主題曲又搭配了主角拥抱各自妈妈的畫面也令人留下印象。但是另一方面，部份爱好者持另一看法，尤其認為哆啦美像「大雄的魔界大冒險」般突然前来救援的剧情太过唐突。不過，電影起首利用時光機到古代中國的大雄，遇上已經扮演著孫悟空角色的自己的情節，有愛好者認為這似乎與大雄的魔界大冒險中大雄與多啦A夢遇見自己石像的伏筆有異曲同弓之妙。
- 作品中的時光機加設了聲音導航系統，與大雄的海底鬼岩城中的水底旅行車百奇、大雄的宇宙小戰爭中的樂高，以及大雄與鐵人兵團中的米克羅斯的聲優都同樣是。與害羞又會忽然暴走的水底旅行車不同，時光機導航系統的性能好、性格亦比較安穩，亦有在後續作品中活耀。不過可能因為是便宜貨，常會忘記之前拜訪的時間，還有放漏一些歷史資料，也有曾在途中被哆啦A夢關閉電源的場面。

## 主題歌
| 歌曲                     | 作詞     | 作曲     | 編曲     | 演唱         |
| ------------------------ | -------- | -------- | -------- | ------------ |
| 「」（中譯：由於有你在） | 武田鐵矢 | 山木康世 | 都留教博 | 堀江美都子、 |

## 制作人员一览
- 總監製：芝山努
- 剧本：原平了
- 演出助手：平井峰太郎
- 企划：本多敏行
- 作画監督：富永貞義
- 作画監督助手：大塚正実
- 原画：
- 美術設定：工藤剛一
- 美術指导：高野正道
- 録音監督：浦上靖夫、大熊昭
- 效果：柏原滿
- 音樂：菊池俊輔
- 撮影監督：熊谷正弘
- 特殊撮影：原慎吾
- 编辑：井上和夫、渡瀬祐子（井上編集室）
- 監督：楠部大吉郎
- 制作編輯：市川芳彦
- 制作担当：山田俊秀
- 製片人：別紙壮一、小泉美明、波多野正美
- 协助：藤子工作室、旭通信社
- 制作：SHIN-EI動画、小學館、朝日電視台

## 外部連結
- （日語）哆啦A夢電影官方網站（页面存档备份，存于）
- （日語）（大雄平行西遊記解說與評論）
- （中文）《大雄西遊記》，作者：藤子·F·不二雄，青文出版社2006年11月15日新彩色版，ISBN 986-156-690-2
- 《哆啦A夢完全版4大雄西遊記》藤子·F·不二雄，青文，ISBN：9861566902
- （中文）金石堂書局 （页面存档备份，存于）（目前已絕版的1992年出版作品頁面）
- 互联网电影数据库（IMDb）上《大雄的西遊記》的资料（英文）
- 时光网上《大雄的西遊記》的資料（简体中文）
- 豆瓣电影上《大雄的西遊記》的資料 （简体中文）

1. ↑  . 小学館.   [2022-04-22]. （原始内容存档于2020-10-29）.
2. ↑  .   [2022-04-22]. （原始内容存档于2022-01-18）.